# Богданович Тетяна Олександрівна
Тетяна Олександрівна Богданович, до шлюбу Кріль (15 (3) серпня 1872 (за іншими даними 1873), Санкт-Петербург — 31 грудня 1942, Єкатеринбург
) — російська письменниця та історик.

## Життєпис
Народилась в Санкт-Петербурзі у дворянській родині. Змалку виховувалась у своєї тітки Олександри (сестри російського революціонера та публіциста Петра Ткачова) та її чоловіка — російського громадського діяча Миколи Анненського, з якими у 1880-х роках була на засланні в Сибіру та на Поволжі. 1890 року закінчила гімназію у Нижньому Новгороді, 1896 — історико-філологічне відділення Вищих жіночих курсів у Санкт-Петербурзі. Виступала у столичній пресі з публіцистикою, історичною белетристикою та перекладами. По смерті чоловіка Ангела Богдановича 1907 року, залишилася з чотирма дітьми.
Редагувала белетристичний відділ газети «Современное слово» (1908—17). У вересні 1918 року на запрошення Володимира Короленка переїхала до Полтави. У 1928—32 роках очолювала секцію дитячих письменників Ленінграда. Залишила спогади про останні роки життя Короленка («Былое», 1922, № 19).
Авторка багатьох книжок, у тому числі: «Александр I. Историко-биографический очерк» (М., 1912), «Первый революционный кружок Николаевской эпохи. Петрашевцы» (Пг., 1917), «Хождение в народ» (Пг., 1917), «Великие дни революции. 23 февраля — 12 марта 1917 года» (Пг., 1917); «Биография Владимира Галактионовича Короленко» (Х., 1922), «Любовь людей шестидесятых годов» (Л., 1929).
Померла у Свердловську.